# Le Courrier des Balkans
Le Courrier des Balkans est un site Web francophone d'information sur les Balkans, lancé en septembre 1998.

## Histoire
Le Courrier des Balkans a été lancé en septembre 1998 par l'historien et journaliste français Jean-Arnault Dérens. Le site s’est développé comme un portail d’information cherchant à faire connaître, en langue française, les informations et les analyses de la presse démocratique des pays de l’Europe du Sud-Est : Slovénie, Croatie, Bosnie-Herzégovine, Serbie, Monténégro, Macédoine, Kosovo, Albanie, Bulgarie, Roumanie, Moldavie, Grèce et Turquie.
En relation avec les grands journaux des Balkans, Le Courrier des Balkans travaille avec un réseau régional de correspondants et de traducteurs, offrant aux lecteurs le point de vue et les analyses des citoyens des Balkans sur leur propre actualité, à la manière de Courrier international.
En 2023, il revendique plus de 15 000 articles en ligne et 400 000 pages consultées chaque mois. Son bulletin d’information régionale bihebdomadaire est reçu par plus de 5 600 abonnés.
Le média est soutenu en juin 2022 par le Fonds pour une presse libre.

## Vie associative
Le Courrier des Balkans est une association loi de 1901 à but non lucratif. Depuis sa création, il organise de nombreux débats et événements culturels en France et dans les Balkans.
Le Courrier des Balkans a été partenaire de l'édition 2006 du Festival de cinéma de Douarnenez, consacrée aux « Peuples des Balkans ». Avec l'Association des amis du Courrier des Balkans en Bretagne, il participe à de nombreuses manifestations en Bretagne.
Chaque année, depuis 2008, le site invite ses lecteurs à une soirée culturelle et festive à Paris, baptisée "Balkanofonik".
En partenariat avec l'association Albania, Le Courrier des Balkans a également organisé les 4 et 5 juin 2010 le premier Salon du livre des Balkans, réunissant des auteurs et des traducteurs de toute la région.

## Publications
Depuis 2006, Le Courrier des Balkans publie régulièrement des cahiers thématiques sur les Balkans, reprenant les articles les plus pertinents publiés sur le site depuis sa création.
- Les Balkans sur grand écran, 2006
- Éducation – Le grand défi pour les Balkans, 2006
- Batailles de l’histoire dans les Balkans, 2006
- Migrants des Balkans, 2007
- Les Islams des Balkans, 2007
- Petits peuples et minorités nationales des Balkans, 2008
- Syndicalisme et minorités dans les Balkans, 2009
- Bazars ottomans des Balkans, 2009

## Principaux collaborateurs
- Jean-Arnault Dérens : fondateur et rédacteur en chef
- Simon Rico : rédacteur en chef adjoint, responsable de la radio en ligne Balkanophonie
- Laurent Geslin : rédacteur en chef adjoint, géographe et journaliste, coauteur de l'ouvrage Comprendre les Balkans
- Philippe Bertinchamps, rédacteur en chef adjoint, journaliste, responsable des pages Serbie
- Florentin Cassonnet, rédacteur en chef adjoint, journaliste
- Hervé Dez : photographe, fondateur du collectif Bsides
- Mehdi Chebana : journaliste, responsable des pages Roumanie et Moldavie
- Belgzim Kamberi : journaliste, responsable des pages Albanie et Kosovo
- Nicolas Trifon : écrivain, spécialiste des Aroumains et de la Moldavie
- Loic Trégoures : chercheur, journaliste, spécialiste du sport balkanique